# Харлампиевский собор (Мариуполь)
Харла́мпиевский собор — утраченный православный храм в Мариуполе, главный храм города. Построен в первой половине XIX века, снесён коммунистами в 1930-х годах. Был освящён в честь святого Харалампия.

## История
Первый соборный храм, освящённый в честь святого Харалампия, построен в Мариуполе в 1782 году. Со временем церковь оказалась слишком тесной для растущего населения города, и было решено строить новый собор. Строительство продолжалось с 1823 по 1845 год. Новый собор был освящён в 1845 году, туда был перенесён главный престол Харалампия из старой церкви (позднее она была заново освящена в честь святой Екатерины). Имелись также два боковых престола: святого Георгия и святого Николая. В новый собор из старого было перенесено множество реликвий, в том числе вывезенных из Крыма, собор стал хранилищем главных святынь мариупольских греков. Особо почиталась икона святого Георгия. В 1891—1892 годах при расширении собора возвели новую колокольню. После этого здание стало вмещать более 5000 прихожан. Самый большой из колоколов весил 303 пуда 30 фунтов и был крупнейшим в городе. При храме была церковно-приходская школа.
Собор снесён в 1930-е годы. На его месте после Великой Отечественной войны построен дом ДОСААФ на современной площади Освобождения.